# Georgi Kjoseivanov
Georgi Kjoseivanov, född 19 januari 1884, död 27 juli 1960, var en bulgarisk diplomat och politiker.
Georgi Kjoseivanov började sin diplomatiska bana 1909, var efter första världskriget en tid chef för utrikesministeriets politiska avdelning, och senare envoyé i Grekland, Rumänien och Jugoslavien. Kjoseivanov blev 1934 chef för kungliga kansliet, var april–november 1935 utrikesminister och därefter till februari 1940 konseljpresident och utrikesminister. Regeringen rekonstruerades under hans ledning flera gånger. Kjoseivanov genomförde en avsevärd sociallagstiftning, men en planerad återgång till parlamentariska former efter 1934 års statskupp stannade vid vissa ansatser. Han utrikespolitik ledde bland annat till en vänskapspakt med Jugoslavien 1937, avsedd att underlätta Bulgariens strävanden efter en revision av Neuillyfreden. I samma syfte knöts nya förbindelser med Tyskland, bland annat genom ett besök av Georgi Kjoseivanov i Berlin. Kjoseivanov var 1940–1944 minister i Bern. Då han därefter avskedades stannade han i utlandet.